# Pietro Perotti
Pietro Perotti (Vercelli, 30 marzo 1913 – ...) è stato un calciatore italiano, di ruolo centrocampista.

## Carriera
Giocò in Serie A con Pro Vercelli e Brescia. Con le rondinelle esordì il 20 settembre 1931 in Brescia-Alessandria (1-0).